# Niall O'Toole
Niall O'Toole (Dublín, 26 de marzo de 1970) es un deportista irlandés que compitió en remo.
Ganó dos medallas en el Campeonato Mundial de Remo, en los años 1991 y 1994. Participó en tres Juegos Olímpicos de Verano, entre los años 1992 y 2004, ocupando el sexto lugar en Atenas 2004, en la prueba de cuatro sin timonel ligero.

## Palmarés internacional
| Campeonato Mundial | Campeonato Mundial            | Campeonato Mundial | Campeonato Mundial      |
| Año                | Lugar                         | Medalla            | Prueba                  |
| ------------------ | ----------------------------- | ------------------ | ----------------------- |
| 1991               | Viena (Austria)               | Medalla de oro     | Scull individual ligero |
| 1994               | Indianápolis (Estados Unidos) | Medalla de plata   | Scull individual ligero |